# Williamson Rock
Der Williamson Rock ist eine Klippe im antarktischen Ross-Archipel. Der Felsen ragt 6 km nordwestlich des Kap Crozier unmittelbar vor der Nordküste der Ross-Insel aus dem Rossmeer auf. Er gehört zur Nr. 124 der  besonders geschützten Gebiete in der Antarktis.
Teilnehmer der britischen Terra-Nova-Expedition (1910–1913) des britischen Polarforschers Robert Falcon Scott kartierten und benannten ihn. Namensgeber ist Able Seaman und später Petty Officer Thomas Soulsby Williamson (1877–1940), der an dieser und der Discovery-Expedition (1901–1904) teilgenommen hatte.